# Греве, Ян
Ян Греве (нидерл. Jan Greve, 1877 — ?) — нидерландский конькобежец. Участник трёх чемпионатов мира и пяти чемпионатов Европы по конькобежному спорту.
Лучшие результаты были показаны на европейских первенствах 1899 и 1900 годов, где он занимал третьи места в общем зачёте. Ян Греве дважды становился серебряным призёром чемпионата Нидерландов по многоборью.
За свою спортивную карьеру Ян Греве установил один мировой рекорд на дистанции 3000 метров — 5.46,4.

## Рекорды мира
| дата           | дистанция   | рекорд | город     |
| -------------- | ----------- | ------ | --------- |
| 8 декабря 1902 | 3000 метров | 5.46,4 | Гронинген |

## Достижения
| турнир                             | дата                | город         | 500 м                | 1500 м                   | 5000 м       | 10000 м       | очки | место |
| ---------------------------------- | ------------------- | ------------- | -------------------- | ------------------------ | ------------ | ------------- | ---- | ----- |
| 5-й чемпионат Европы — многоборье  | 12 — 13 января 1897 | Амстердам     | 56,4 (6)             | 3.04,0 (5)               | 10.45,2 (5)  | 21.45,8 Ф (4) | -    | (5)   |
| 6-й чемпионат мира — многоборье    | 6 — 7 февраля 1898  | Давос         | НФ                   | 2.38,4 (9)               | 9.14,6 (3)   | 19.03,6 (4)   | -    | Б/М   |
| 7-й чемпионат Европы — многоборье  | 16 — 17 января 1899 | Давос         | 52,4 (4)             | 2.41,4 (4)               | 9.32,2 (3)   | 19.27,8 (2)   | -    | (3)   |
| 7-й чемпионат мира — многоборье    | 4 — 5 февраля 1899  | Берлин        | 55,0 (3)             | НФ                       | 10.54,4 (2)  | 20.36,2 (1)   | -    | Б/М   |
| 8-й чемпионат Европы — многоборье  | 3 — 4 февраля 1900  | Штрбске-Плесо | 1.01,2 Ф (6)         | 2.50,3 (3)               | 9.27,8 Ф (2) | 24.07,3 (2)   | -    | (3)   |
| 9-й чемпионат мира — многоборье    | 9 — 10 февраля 1901 | Стокгольм     | 57,2 (6)             | НФ                       | 10.07,2 (2)  | 20.37,0 (2)   | -    | Б/М   |
| 10-й чемпионат Европы — многоборье | 18 — 19 января 1902 | Давос         | 49,0 (4)             | 2.49,0 Ф (6)             | 9.11,6 (4)   | 18.58,4 (4)   | -    | (5)   |
| Чемпионат Нидерландов — многоборье | 23 — 24 января 1903 | Гронинген     | 54,0 (2/q), 55,0 (4) | 3.01,0 (3/q), 3.06,8 (3) | 9.59,2 (2)   | 23.43,0 (3)   | 10   | 2     |
| 12-й чемпионат Европы — многоборье | 16 — 17 января 1904 | Давос         | 52,0 (4)             | 2.49,6 (4)               | -            | -             | -    | Б/М   |
| Чемпионат Нидерландов — многоборье | 23 — 24 января 1905 | Девентер      | 53,4 (2/q), 52,0 (2) | 2.51,8 (2/q), 2.55,2 (2) | 10.07,0 (2)  | 22.16,0 (2)   | 8    | 2     |